# リンカーン郡 (ミズーリ州)
リンカーン郡（英: Lincoln County）は、アメリカ合衆国ミズーリ州の東部に位置する郡である。2010年国勢調査での人口は52,566人であり、2000年の38,944人から35.0％増加した。郡庁所在地はトロイ市（人口10,540人）であり、同郡で人口最大の都市でもある。リンカーン郡は1818年12月14日に組織化され、郡名はアメリカ独立戦争のベンジャミン・リンカーン少将に因んで名付けられた。
リンカーン郡はセントルイス大都市圏に属している。

## 歴史
グッドスピードの「リンカーン郡の歴史」（1888年）に拠れば、リンカーン郡は初期白人の恒久的開拓者クリストファー・クラーク少佐によって名付けられた。クラークはミズーリ準州議会で、「私はノースカロライナ州リンクホーン（"Link-Horn"）郡で生まれた（実際にはリンカーン郡）。リンクホーン郡の昔のケインタックで長年生活した。私はミズーリ州のリンクホーン郡で死にたい。それゆえに法案の中で空白になっているところはリンクホーンという名前で埋めることを動議する。」この動議は全会一致で賛成され、事務官がクラーク少佐のフロンティア訛りを採用せず、法案の空白部にリンカーン（"Lincoln"）と埋めた。別の説ではアメリカ独立戦争で大陸軍の少将だったベンジャミン・リンカーンに因んだとされている。

## 地理
アメリカ合衆国国勢調査局に拠れば、郡域全面積は640.41平方マイル (1,658.7 km2)であり、このうち陸地630.49平方マイル (1,633.0 km2)、水域は9.92平方マイル (25.7 km2)で水域率は1.55％である。

### 主要高規格道路
- アメリカ国道61号線
- ミズーリ州道47号線
- ミズーリ州道79号線

### 隣接する郡
- パイク郡 - 北
- カルフーン郡 (イリノイ州) - 東
- セントチャールズ郡 - 南東
- ウォーレン郡 - 南西
- モンゴメリー郡 - 西

## 人口動態

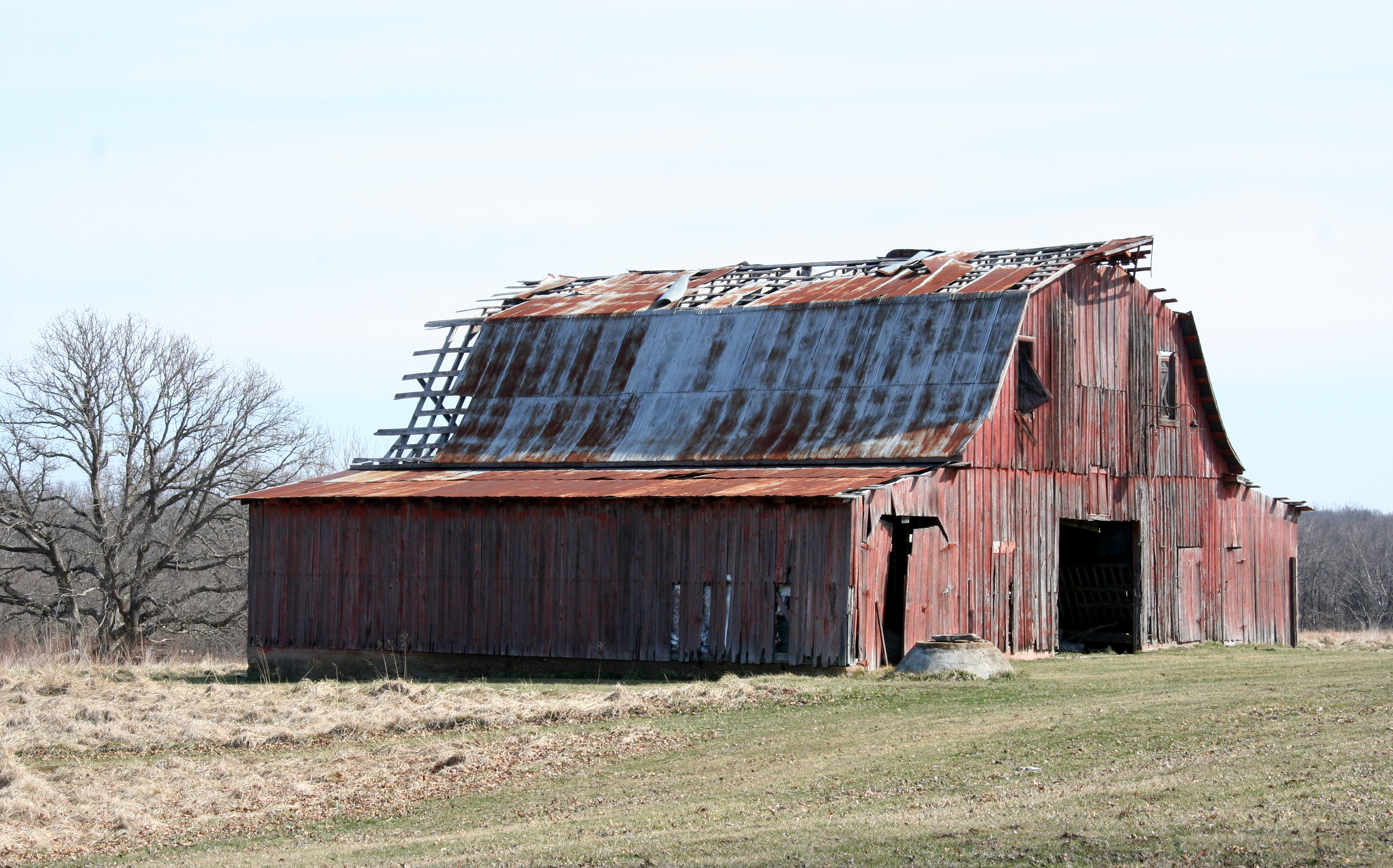
リンカーン郡田園部にある古い納屋

以下は2000年国勢調査による人口統計データである。
| 基礎データ - 人口: 38,944人 - 世帯数: 13,851 世帯 - 家族数: 10,554 家族 - 人口密度: 24人/km2（62人/mi2） - 住居数: 15,511軒 - 住居密度: 10軒/km2（25軒/mi2） 人種別人口構成 - 白人: 96.13% - アフリカン・アメリカン: 1.74% - ネイティブ・アメリカン: 0.37% - アジア人: 0.17% - 太平洋諸島系: 0.03% - その他の人種: 0.43% - 混血: 1.14% - ヒスパニック・ラテン系: 1.14% 先祖による構成 - ドイツ系：37.7％ - アメリカ人：17.0％ - アイルランド系：10.9％ - イギリス系：7.4％ 年齢別人口構成 - 18歳未満: 30.0% - 18-24歳: 8.1% - 25-44歳: 30.2% - 45-64歳: 21.0% - 65歳以上: 10.8% - 年齢の中央値: 34歳 - 性比（女性100人あたり男性の人口） - 総人口: 98.4 - 18歳以上: 97.9 | 世帯と家族（対世帯数） - 18歳未満の子供がいる: 40.0% - 結婚・同居している夫婦: 61.5% - 未婚・離婚・死別女性が世帯主: 10.1% - 非家族世帯: 23.8% - 単身世帯: 19.7% - 65歳以上の老人1人暮らし: 7.7% - 平均構成人数 - 世帯: 2.77人 - 家族: 3.17人 収入と家計 - 収入の中央値 - 世帯: 42,592米ドル - 家族: 47,747米ドル - 性別 - 男性: 35,564米ドル - 女性: 23,270米ドル - 人口1人あたり収入: 17,149米ドル - 貧困線以下 - 対人口: 8.3% - 対家族数: 6.2% - 18歳未満: 9.6% - 65歳以上: 9.0% |

## 都市と町
| - トロイ - 郡庁所在地 - ケイブ - チェイン・オブ・ロックス - コルソ - エルスベリー - フォーリー - ファウンテンNレイクス - ホークポイント | - モスコーミルズ - オールドモンロー - オルニー - サイレックス - トラクストン - ホワイトサイド - ウィンフィールド |

## 政治

### 地方
リンカーン郡の地方レベルでは民主党が大半の政治を支配しており、郡の選挙で選ばれる役職は5人を除いて独占している。

### 国政

#### 2008年大統領予備選挙
2008年の大統領予備選挙で、リンカーン郡は二大政党の候補者をどちらも州全体と全国で二位に終わった者を選んだ。民主党の予備選挙ではヒラリー・クリントンが1位となり、さらに共和党予備選挙で各候補に投じられた票数よりも多かった。